# Étoile Sportive du Sahel
Étoile Sportive du Sahel (arab. لنـجـم الرياضي الساحلي) – tunezyjski klub piłkarski, grający obecnie w pierwszej lidze, mający siedzibę w mieście Susa, leżącym nad Morzem Śródziemnym.

## Historia
Klub został założony 11 maja 1925 roku podczas zebrania we francusko-arabskiej szkole mieszczącej się przy ulicy Laroussi Zarrouk w mieście Susa. Pierwszym prezesem klubu został Chedli Boujemla. Pojawił się jednak problem z nazwą - odrzucono La Oussienne i La Musulmane i ostatecznie ochrzczono klub nazwą L'Etoile Sportive. Oficjalna inauguracja klubu i zatwierdzenie przez administrację miały miejsce 17 lipca. W marcu 1926 Ali Larbi został szefem sekcji piłkarskiej, która weszła w skład Fédération Tunisienne de Football.
Swój pierwszy tytuł mistrza Tunezji Étoile Sportive du Sahel wywalczył w 1950 roku, kiedy Tunezja była jeszcze francuską kolonią. Do 2007 roku zdobywał ten tytuł jeszcze ośmiokrotnie. W XXI wieku osiągnął większość ze swoich sukcesów międzynarodowych. W 2004 i 2005 roku dwukrotnie z rzędu dochodził do finału Afrykańskiej Ligi Mistrzów, jednak dwukrotnie przegrywał w nim - za pierwszym razem z nigeryjską Enyimbą (2:1, 1:2, karne 3:5), a za drugim z egipskim Al-Ahly Kair (0:0, 0:3). W 2007 roku po raz trzeci dotarł do finału tych rozgrywek i tym razem okazał się lepszy w dwumeczu od Al-Ahly (0:0, 3:1).

## Sukcesy
- Championnat de Tunisie (9 razy):
  - mistrzostwo: 1950[1], 1958, 1963, 1966, 1972, 1986, 1987, 1997, 2007

- Puchar Tunezji (10 razy):
  - zwycięzca: 1959, 1963, 1974, 1975, 1981, 1983, 1996, 2012, 2014, 2015
  - finalista: 1939¹, 1946¹, 1950¹, 1954¹, 1957, 1958, 1960, 1967, 1991, 1994, 2001, 2008, 2011

- Puchar Ligi Tunezyjskiej (1 raz):
  - zwycięzca: 2005

- Afrykańska Liga Mistrzów (1 raz):
  - zwycięzca: 2007
  - finalista: 2004, 2005

- Puchar Konfederacji CAF (1 raz):
  - zwycięzca: 2006

- Puchar Zdobywców Pucharów Afryki (2 razy):
  - zwycięzca: 1997, 2003

- Puchar CAF (2 razy):
  - zwycięzca: 1995, 1999
  - finalista: 1996, 2001

- Superpuchar Afryki (1 raz):
  - zwycięzca: 1998
  - finalista: 2007

- Arabski Puchar Zdobywców Pucharów:
  - finalista: 1995

- Puchar Mistrzów Maghrebu (1 raz):
  - zwycięzca: 1972

- Puchar Zdobywców Pucharów Maghrebu (1 raz):
  - zwycięzca: 1975

- Klubowy Puchar Świata:
  - 4. miejsce: 2007

## Skład na sezon 2015/2016
| Nr | Poz. | Piłkarz                    |
| -- | ---- | -------------------------- |
| 1  | BR   | Aymen Mathlouthi (kapitan) |
| 3  | OB   | Ghazi Abderrazzak          |
| 4  | OB   | Saddam Ben Aziza           |
| 5  | OB   | Ammar Jemal                |
| 7  | PO   | Hamza Lahmar               |
| 8  | OB   | Alaya Brigui               |
| 9  | NA   | Baghdad Bounedjah          |
| 10 | PO   | Iheb Msakni                |
| 11 | PO   | Mehdi Saada                |
| 12 | PO   | Franck Kom                 |
| 13 | NA   | Alkhali Bangoura           |
| 14 | PO   | Moses Orkuma               |
| 15 | OB   | Zied Boughattas            |
| 17 | OB   | Marouane Tej               |

| Nr | Poz. | Piłkarz                |
| -- | ---- | ---------------------- |
| 18 | NA   | Diogo Acosta           |
| 20 | PO   | Nidhal Saïed           |
| 21 | PO   | Hamdi Nagguez          |
| 23 | NA   | Amir Omrani            |
| 24 | BR   | Zied Jebali            |
| 25 | NA   | Zied Essoussi          |
| 26 | OB   | Rami Bedoui            |
| 27 | PO   | Aymen Trabelsi         |
| 29 | PO   | Mohamed Amine Ben Amor |
| 30 | PO   | Youssef Mouihbi        |
| 33 | BR   | Hammouda Chatti        |
|    | PO   | Fehmi Kacem            |
|    | NA   | Ahmed Akaïchi          |
|    | NA   | Haythem Ben Salem      |